# Клюев, Виктор Григорьевич
Виктор Григорьевич Клюев (5 декабря 1921 — 15 июля 2011, Москва) — советский и российский театровед, германист, специалист по немецкому театру, кандидат искусствоведения, старший научный сотрудник ГИИ (Государственный институт искусствознания МК РФ), педагог, переводчик, почётный президент Российского Брехтовского общества (в настоящее время РОИСНИ, Российское общество по изучению современного немецкого искусства).

## Биография
Родился в семье служащих: отец — Григорий Потапович Клюев (умер в 1956 г.), мать — Клюева (урожд. Сергеева) Людмила Степановна (умерла в 1975 г.).
В 1939 году окончил среднюю 184 школу г. Москвы, а также музыкальную школу по классу фортепиано. С раннего возраста учил немецкий язык. По окончании школы поступил в Московский институт истории, философии и литературы (МИФЛИ, часто просто ИФЛИ) на филологический факультет. В октябре того же года был призван в армию, где служил до 1 декабря 1945 года. Принимал участие в боях на Западном фронте (Калининском, затем 1-й Прибалтийском): в 1941 году в качестве рядового-миномётчика, затем в звании старшего лейтенанта, капитана служил в органах контрразведки, имеет награды.
После демобилизации из армии поступил на филологический факультет Московского государственного университета имени М. В. Ломоносова (МГУ), а в мае 1947 года по собственному желанию перевёлся на театроведческий факультет Государственного института театрального искусства им. А. В. Луначарского (ГИТИС), который окончил в 1951 году, получив квалификацию театроведа. По окончании института был направлен на работу в Московское городское отделение Всесоюзного общества по распространению политических и научных знаний (Всесоюзное общество «Знание») на должность референта по вопросам литературы и искусства. В ноябре 1952 года по собственному желанию перешёл на работу в Центральный дом культуры железнодорожников (ЦДКЖ) на должность лектора по вопросам искусства. 1 января 1954 года был приглашён работать в государственный академический Малый театр заведующим литературной части, но в августе того же года вернулся на прежнюю работу в ЦДКЖ.
В октябре 1955 года поступил в безотрывную аспирантуру Института истории искусств АН СССР (с 1961 г. Государственный институт искусствознания Министерства культуры РФ, ГИИ), а в ноябре 1956 года был переведён на очное обучение, которое завершил 31 декабря 1958 г. В 1962 г. защитил кандидатскую диссертацию на тему «Шекспировские спектакли Макса Рейнгардта: 1905—1922 гг.». После окончания аспирантуры зачислен младшим научным сотрудником Института истории искусств, а в 1968 г. на должность старшего научного сотрудника ГИИ, в котором проработал до своей кончины в 2011 г.

## Научно-просветительская деятельность
Определённую роль в формировании Клюева-учёного и его интереса к творчеству и теоретическим взглядам Брехта сыграло знакомство и работа с переехавшим в СССР немецким режиссером и театроведом, другом и соратником Брехта, Бернхардом Райхом (1894—1972). Монография Райха о Брехте вышла в авторизованном (по рукописи) переводе В. Г. Клюева.
Читал лекции и спецкурсы по творчеству Бертольда Брехта и немецкому театру в ГИТИСе и других учебных заведениях, руководил диссертационными работами. Одним из его учеников является известный театровед, доктор искусствоведения В. Ф. Колязин. Занимался большой просветительской деятельностью. По линии Союза театральных деятелей РФ выезжал с лекциями в драматические театры городов СССР и РФ. Его часто приглашали в качестве рецензента спектаклей по пьесам Брехта и других немецких драматургов. Клюев «обучил в ходе бесчисленных дискуссий целую армию актёров и режиссёров… Он был замечательным устным критиком и оратором, его знали на театральных пространствах всего бывшего СССР, в кабинетах режиссёров и завлитов, за кулисами всех немецких театров», писал В. Ф. Колязин. Был куратором и переводчиком выставок «Москва — Берлин/ Berlin-Moskau, 1900—1950» (1996), целого ряда театральных и научных проектов Института им. Гёте в Москве, отдела культуры Немецкого посольства в Москве. Был координатором по драматургии и театру, а также автором статей «Энциклопедического словаря экспрессионизма». 
Много работал с ведущими театральными деятелями, драматургами, режиссерами и актёрами ГДР, затем Германии: Хеленой Вайгель, Гизелой Май, Хеннингом Ришбитером, Эрнстом Шумахером, Питером Штайном, Хайнером Мюллером, Бено Бессоном. Консультировал российских актёров и кинорежиссёров, как, например, Сергея Колосова и Людмилу Касаткину при съёмках телевизионного фильма «Дороги Анны Фирлинг» по мотивам пьесы Б. Брехта «Мамаша Кураж и её дети» (1985).
Научная деятельность Клюева посвящена истории немецкого театра, творчеству Бертольда Брехта, теории театрального искусства. Он одним из первых в советском театроведении стал заниматься реконструкцией и описанием спектаклей, поставленных на зарубежной сцене. И одним из первых он начал осмыслять наследие Брехта не только на уровне его произведений, а с теоретической, эстетической точки зрения. Клюева также интересовали проблемы восприятия театрального произведения, в частности, его воздействия на публику в определённые моменты истории, как, например, в гитлеровской Германии.
«Метод работы Клюева-учёного заключается в основательности охвата предмета исследования, синтезе знания аспектов истории, теории, психологии, социологии, политики, родственных наук и личной привязанности к объекту исследования».

## Семья
Жена — Клюева Тамара Юльевна (1925—1996), искусствовед, редактор журнала «Творчество», затем издательства «Советский художник» (в 90-е годы преобразовано в издательство «Галарт»), в браке с 1945 по 1996.
Дочь — Клюева Елена Викторовна, доцент кафедры французского языкознания филологического факультета МГУ им. М. В. Ломоносова, кандидат филологических наук.

## Награды
- Медаль «За отвагу» (1943)
- Орден Красной Звезды (1944)
- Орден Отечественной войны II степени (1945)
- Медаль «За победу над Германией в Великой Отечественной войне 1941—1945 гг.» (1945)
- Медаль «За взятие Кенигсберга» (1946)

## Публикации
- Берлинер ансамбль // Театральная энциклопедия (под ред. С. С. Мокульского). ̶  М.: Советская энциклопедия, 1961-1965. Т. 1. ̶  С. 552—554.
- Бертольт Брехт – новатор театра. – Москва: Знание, 1961.  ̶  47 с.
- Бертольт Брехт. Театр. Пьесы. Статьи. Высказывания: В 5 томах. Пер. на русс. язык / М.: Искусство, 1965. Т. 5/2.  ̶  566 с.
- Бертольд Брехт – теоретик театра в ГДР // Актуальные вопросы искусства социалистических стран. ВНИИ искусствознания М-ва культуры СССР ; отв. редактор И.И. Рубанова. –  М.: Наука, 1986. – С. 5 – 27.
- Брехт, Бертольт // Театральная энциклопедия (под ред. С. С. Мокульского). ̶   М.: Советская энциклопедия, 1961. – С.  696-699.
- «Гамлет» у Макса Рейнгардта // Шекспировский сборник-1961. ̶  М.: Всероссийское театральное общество, 1961.  ̶  C. 44-55.
- Германия. Вступление. Театр // Генезис и развитие социалистического искусства в странах Центральной и Юго-Восточной Европы (От истоков до 1917 года) – М. : Наука, 1978 . –  С.51-77.
- Германия.Театр // Развитие социалистического искусства в странах Центральной и Юго-Восточной Европы / В. Г. Клюев, Б. И. Ростоцкий, И. И. Рубанова и др. –М.: Наука, 1979.  –  С. 24-47.
- Драма и театр времен Гитлера // Современная драматургия. 1992, № 5/6. С. 120-140.
- Карл Краус и его трагедия "Последние дни человечества" // Художественные центры Австро-Венгрии, 1867-1918 : [сборник] / Гос. ин-т искусствознания . ̶  СПб: Алетейя, 2009. – С.127-148.
- Моисси // Труд актёра: сборник статей. М.: Советская Россия, 1959. Вып. IV. ̶  С. 51-72.
- О Болеславе Иосифовиче Ростоцком //Актуальные вопросы искусства социалистических стран. –М.: Наука, 1986. – С.254-267.
- Октябрь и немецкий театр // Искусство революцией призванное: Великая Октябрьская социалистическая революция и искусство стран Восточной Европы. Сб.1. – М.: Наука, 1969.– С.21-61.
- От составителя. Человек в зрительном зале // Искусство и социальная психология. –  М.: ГИИС, 1996. –  С.3-7. – С.182-204.
- Первые шекспировские спектакли Макса Рейнгардта // Ежегодник Института истории искусств: сборник статей. Театр. / АН СССР, Институт истории искусств.– М.: Изд-во АН СССР, 1958 . – С. 297-337.
- Рождение профессионального революционного театра Германии // Искусство революцией призванное: Октябрь и развитие искусства стран Восточной Европы 1920-х - 1930-х годов. Сб. 2. – М.: Наука, 1972. – С. 72-95.
- Театрально-эстетические взгляды Брехта: Опыт эстетики Брехта / АН СССР, Институт истории искусств Министерства культуры СССР. – М.: Наука, 1966. – 184 с.
- Театр Германской Демократической республики // История зарубежного театра. Ч. 3. М.: Просвещение, 1977;  // На верном пути. Сборник статей о театре ГДР. – М.: Прогресс, 1979.
- Теория театра и роль Бертольда Брехта в развитии и становлении этой теории // Брехт и художественная культура хх века. Материалы научной конференции. М.: ГИИ, 1999. – С.7-13.
- Фестиваль драматического искусства ГДР в СССР // Театральная жизнь.1976, № 5. – С. 6-9.
- Уроки конфронтации. Театр и общество ФРГ в период правления социал-демократической коалиции 1969-83 гг. // Борьба тенденций в современном западном искусстве. – М.: Наука, 1986.  ̶   C. 92-104.
- Шекспировские спектакли Макса Рейнгардта (1905—1922). Автореферат дис. на соискание учёной степени кандидата искусствоведения / М-во культуры СССР. Ин-т истории искусств. — М.: Изд-во Акад. наук СССР, 1962. ̶  19 с.
- Шекспировские спектакли Макса Рейнгардта: 1905—1922. … Кандидатская диссертация. — М.: 1962. — 417 с. https://search.rsl.ru/ru/record/01010760762
- Эстетика Бертольта Брехта // Художники социалистической культуры: эстетические концепции.  ̶  М.: Наука, 1981.  ̶  С. 229—268.
- Клюев В.Г., Колязин В.Ф. Театр немецких антифашистов в эмиграции // Искусство Центральной и Юго-Восточной Европы в борьбе с фашизмом. 1939 -1945. Отв. редакторы Н.М. Вагапова, В.Г. Клюев. – М.: Наука, 1986. – С. 50 - 67.

### Участие в энциклопедических словарях и каталогах
- Москва — Берлин/ Berlin — Moskau, 1900—1950. Изобразительное искусство, фотография, архитектура, театр, литература, музыка, кино/ Науч.ред. Антонова И. А. (Москва), Меркерт Й. (Берлин). — Москва, Берлин; Мюнхен: Галарт, Престель. — 1996. − 709 с.
- Энциклопедический словарь экспрессионизма / Гл. ред. П.М.Топер.  М.: ИМЛИ РАН, 2008. −736 с.

### Участие в коллективных научных изданиях
- Развитие социалистического искусства в странах Центральной и Юго-Восточной Европы / В. Г. Клюев, Б. И. Ростоцкий, И. И. Рубанова и др.; Редкол.: И. И. Рубанова (отв. ред.) и др.— М.: Наука, 1979.—423 с.
- Москва — Берлин/ Berlin — Moskau, 1900—1950. Изобразительное искусство, фотография, архитектура, театр, литература, музыка, кино/ Науч.ред. Антонова И. А. (Москва), Меркерт Й. (Берлин). — Москва, Берлин; Мюнхен: Галарт, Престель. — 1996.
- Энциклопедический словарь экспрессионизма / Гл. ред. П.М.Топер М.: ИМЛИ РАН, 2008. −736 с.